# Arkhànguelskoie (Vérkhniaia Plàvitsa)
Arkhànguelskoie - Архангельское (rus) - és un poble de l'óblast de Vorónej, a Rússia, segons el cens del 2010 tenia un habitant. Pertany al municipi de Vérkhniaia Plàvitsa.